# Festival Internacional de Cine de Las Palmas de Gran Canaria
El Festival Internacional de Cine de Las Palmas de Gran Canaria es un certamen internacional de cine iniciado en el año 2000 y que celebra anualmente en la ciudad de Las Palmas de Gran Canaria, (Islas Canarias, España).
Las sedes del festival se reparten por centros culturales de toda la ciudad como: el Auditorio Alfredo Kraus, el Centro de Iniciativas de la Caja de Canarias (CICCA), los Cines Yelmo Las Arenas, el Gabinete Literario, el Centro Atlántico de Arte Moderno o el Palacete Rodríguez Quegles.

## Secciones
El Festival Internacional de Cine de Las Palmas de Gran Canaria cuenta con diferentes secciones para diferentes públicos, las cuales son:
- Sección Oficial: Se presentan cortometrajes y largometrajes que optan a ganar la Lady Harimaguada.
- Sección Informativa: Sección de carácter estrictamente divulgativo donde aparecen entremezclados trabajos de jóvenes debutantes con películas de cineastas consagrados y producciones de carácter más o menos comerciales. Por otra parte, esta sección dedicará cada año especial atención a los nuevos autores y sus interesantes producciones desde distintas localizaciones geográficas.
- Retrospectivas: Donde se presenta la obra de cineastas.
- La Noche Más Freak: El género fantástico constituye el eje fundamental sobre el que gira esta propuesta, ya habitual en el festival, consistente en un maratón de proyecciones entre las que se incluyen las de algunos de los largometrajes y cortometrajes que mejor respuesta de público y de crítica han obtenido a lo largo del año en los certámenes más prestigiosos del género. Aunque lejos de la línea tradicional, este espacio, de tono heterodoxo, cuenta con un importante número de seguidores que acuden, año tras año, a la cita en busca de ese cine excitante, inconformista y rompedor que, normalmente, no tiene posibilidades de acceder a los circuitos convencionales de distribución.
- La Linterna Mágica: Concebida fundamentalmente para espectadores infantiles, La linterna mágica, cuyas sesiones tienen lugar a lo largo de las cinco últimas jornadas del festival, recoge cada año un programa integrado por cinco o seis largometrajes que son proyectados en sesiones matutinas en el Auditorio Alfredo Kraus para centenares de alumnos de diversos centros públicos, concertados y privados, acompañados de sus respectivos tutores.
- Foro Canario: Punto de encuentros de cineastas canarios y la más completa ventana al exterior de la producción de las islas. Incluye muestras de cine reciente, ciclos, sesiones especiales, coloquios, análisis y actividades formativas. La Televisión Canaria patrocina el premio para el mejor cortometraje del año y los largometrajes.

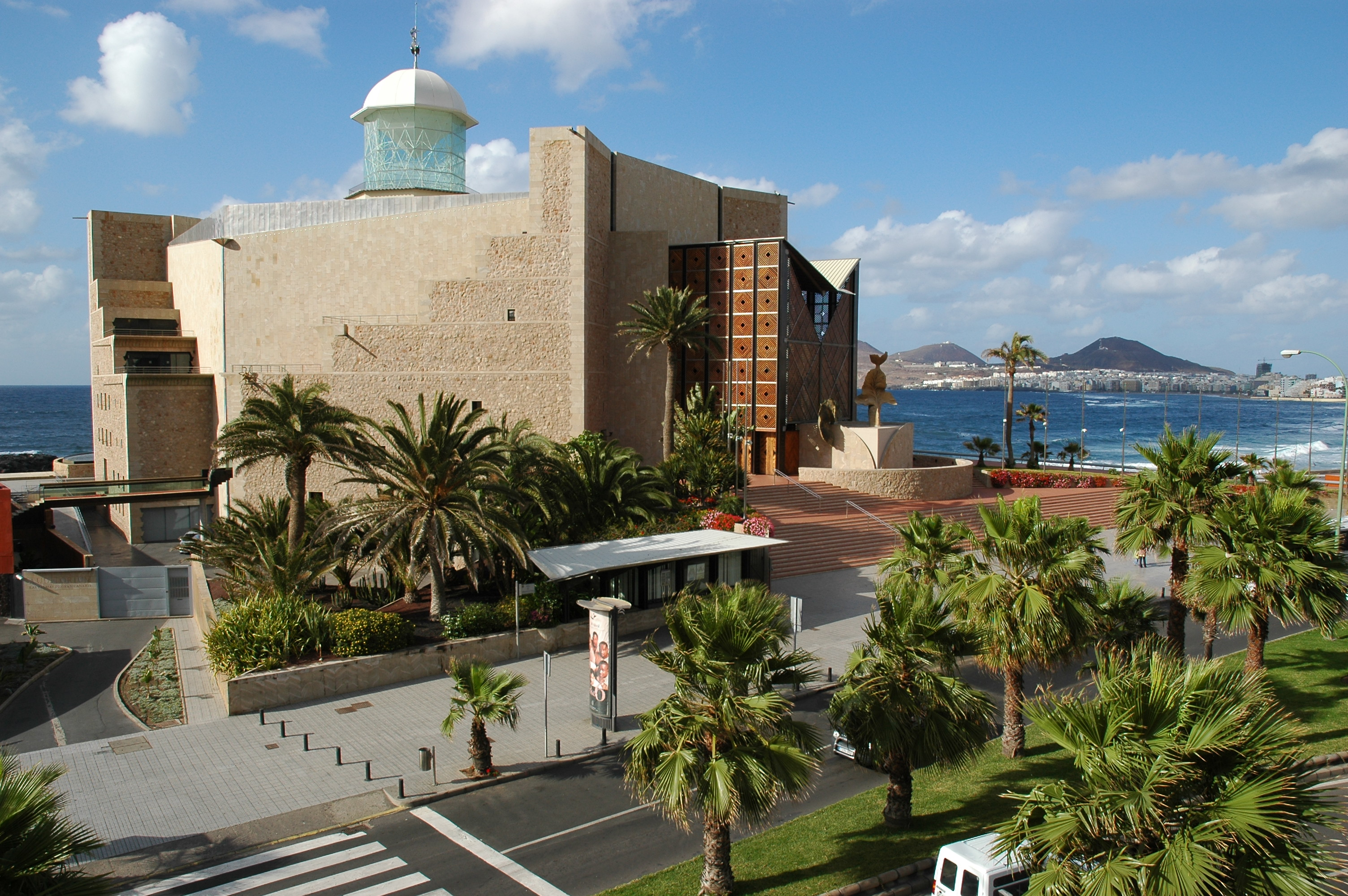
Auditorio Alfredo Kraus.

## Invitados
Por el Festival han pasado grandes estrellas internacionales como Ed Harris, Susan Sarandon, Jeff Daniels, Concha Velasco y muchos otros actores muy prestigiosos.
Cada uno de ellos cuenta con una estrella en la entrada del Auditorio Alfredo Kraus, donde desde la 1ª Edición del Festival las estrellas han dejado las huellas de sus manos. Es lo que se conoce como el paseo de la fama.

## Ganadores de la Lady Harimaguada de Oro
| Año  | Título                                            | Director(es)                         | País de producción   |
| ---- | ------------------------------------------------- | ------------------------------------ | -------------------- |
| 2000 | La canción del adiós                              | Rolf Schübel                         | Alemania             |
| 2001 | Innocence                                         | Paul Cox                             | Australia            |
| 2002 | El hombre que nunca estuvo allí                   | Joel Coen                            | Estados Unidos       |
| 2003 | Mr. & Mrs. Iyer                                   | Aparna Sen                           | India                |
| 2004 | Primavera, verano, otoño, invierno... y primavera | Kim Ki-duk                           | Corea del Sur        |
| 2005 | El mundo                                          | Jia Zhangke                          | China                |
| 2006 | The Blossoming of Maximo Oliveros                 | Auraeus Solito                       | Filipinas            |
| 2007 | Fireworks Wednesday                               | Asghar Farhadi                       | Irán                 |
| 2008 | Andarilho                                         | Cao Guimaraes                        | Brasil               |
| 2009 | Prince of Broadway                                | Sean Baker                           | Estados Unidos       |
| 2010 | Lola (Abuela)                                     | Brillante Mendoza                    | Filipinas            |
| 2011 | Jean Gentil                                       | Laura Amelia Guzmán, Israel Cárdenas | República Dominicana |
| 2012 | Un planeta solitario                              | Julia Loktev                         | Estados Unidos       |
| 2014 | Educaçao Sentimental                              | Júlio Bressane                       | Brasil               |
| 2015 | La creazione di significato                       | Simone Rapisarda Casanova            | Italia               |
| 2016 | Kaili Blues (Lu bian ye can)                      | Gan Bi                               | China                |
| 2017 | Bitter Money                                      | Wang Bing                            | China                |
| 2018 | The Green Fog                                     | Guy Maddin                           | Estados Unidos       |
| 2019 | A Portuguesa                                      | Rita Azevedo Gomes                   | Portugal             |
| 2020 | –                                                 | –                                    | –                    |
| 2021 | This Rain Will Never Stop                         | Alina Gorlova                        | Letonia              |

## Hermanamiento
- Festival Agadir Ciné ‘Cinéma et Inmigration’. Agadir (Marruecos). Desde el 17 de diciembre de 2005.[1]